# Adélaïde de Lippe-Biesterfeld
Adélaïde de Lippe-Biesterfeld, née le 22 juin 1870 à Oberkassel et décédée le 3 septembre 1948 à Detmold est la fille aînée d'Ernest II de Lippe-Biesterfeld et de Caroline de Wartensleben (1844-1905).

## Mariage et enfants
Le 24 avril 1889, elle épouse Frédéric-Jean de Saxe-Meiningen (1861-1914) avec qui elle a 6 enfants:
- Théodora de Saxe-Meiningen (1890-1972)
- Adélaïde de Saxe-Meiningen (1891-1971)
- Georges III de Saxe-Meiningen-Hildburghausen (1892-1946)
- Léopold de Saxe-Meiningen (1895-1914)
- Marie de Saxe-Meiningen (1899-1985)
- Bernard IV de Saxe-Meiningen (1901-1984).

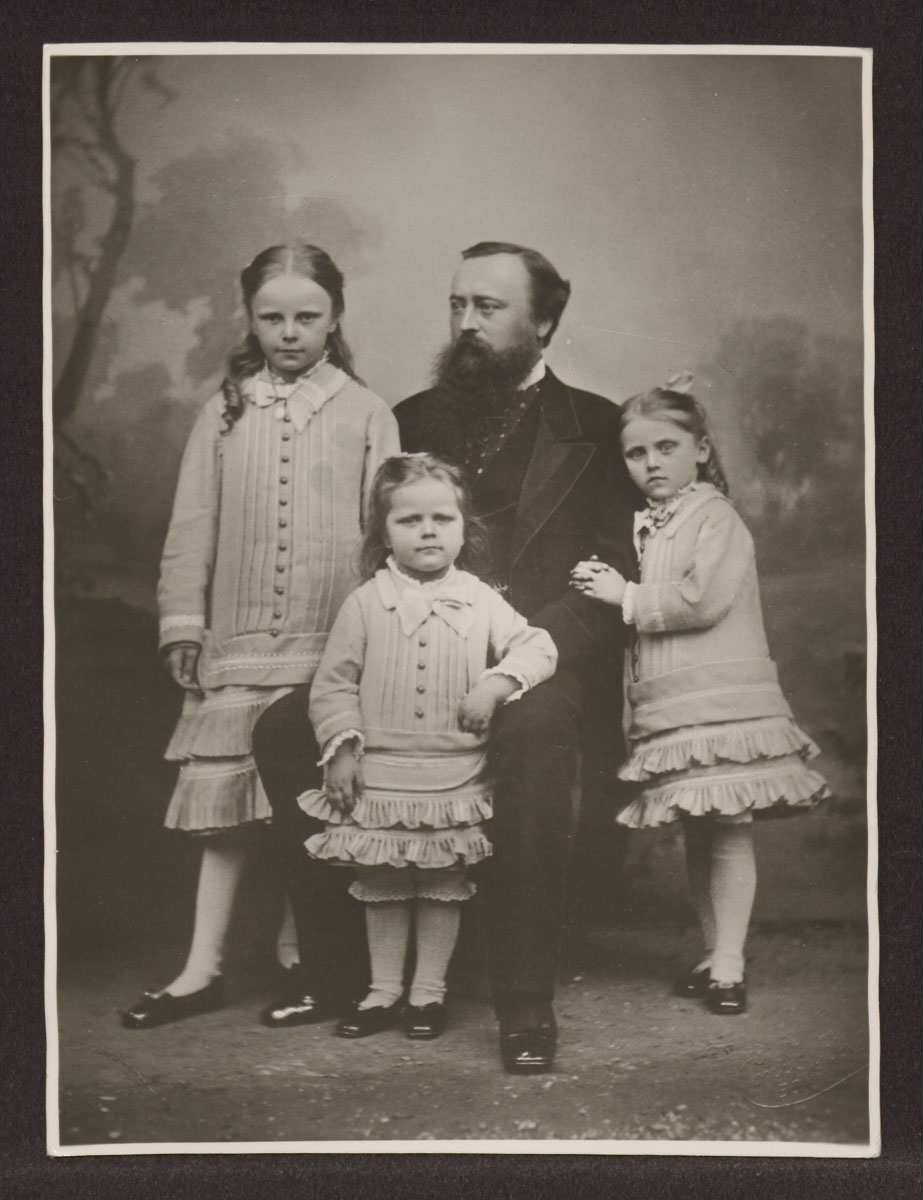
Adélaïde avec son père et ses deux sœurs.